# Кевін Вассерман
Кевін «нудлз» Вассерман (народився 4 лютого 1963, Лос-Анджелес) — гітарист і бек-вокаліст групи The Offspring.

## Початок кар'єри
До того як стати учасником The Offspring, Кевін працював прибиральником у школі, в якій навчалися Декстер Голланд та інші учасники групи The Offspring. За спогадами друзів, в цей час він не займався нічим крім того що грав на гітарі. Незабаром, Кевін сам стає учасником The Offspring.

## Приватне життя
Одружився з Джекі Патріс 14 лютого 1998 року. Дочки: Челсі, Ніколь.

## Цікаві факти
- Прізвисько «нудлз» перекладається як «Локшина». Сам Кевін по різному пояснює походження цього прізвиська. На питання, чому «нудлз» він відповідав по різному:

 «Тому що я» little noodly, «тобто весь час граю на гітарі.»
'' «Подивіться фільм Pink Flamingo!»
- Захоплення Кевіна — риболовля, сноуборд, серфінг і ковзани.
- Улюблений колір Кевіна — синій.* Його кішку звуть Woody.* Кевін розповідав, що часто заходить в чат на  [Архівовано 24 квітня 2010 у Wayback Machine.] під будь-яким ніком і просто слухає що говорять про Offspring.
- Дочка Кевіна любить групу «Backstreet Boys», чим викликає неабияке невдоволення батька, справжнього панка. Пізніше Нудлс спростував цей факт словами: «Моя дочка більше не захоплюється хлопчачими бандами, тепер вона запала на групу Simple Plan.»  [Архівовано 21 вересня 2019 у Wayback Machine.]